# 村岡平吉
村岡 平吉（むらおか へいきち、1852年7月7日（嘉永5年5月20日） - 1922年（大正11年）5月22日）は、日本の印刷業者。聖書印刷で有名で「バイブルの村岡さん」と言われた。
武蔵国橘樹郡小机（現在の神奈川県横浜市港北区小机町）に生まれる。1883年、横浜住吉教会（現・横浜指路教会）でG・W・ノックスより洗礼を受ける。以降、横浜指路教会長老として教会に仕えた。
上海に渡り印刷術を修め、帰国後に聖書、讃美歌などのキリスト教書類の印刷のために、1898年に現在の横浜市中区山下町に福音印刷合資会社を設立する。後に福音印刷の支店を東京：銀座と神戸市にそれぞれ設立し、息子夫妻である村岡儆三・村岡花子の協力を得て、社主として活躍する。日本語、中国語、インド語、フィリピン語などの諸言語による聖書印刷を行った。墓所は久保山墓地。
6男1女をもうけており、女優として活動している村岡希美の曽祖父にあたる。